# Formato do Campeonato Brasileiro de Futebol
Atualmente, o formato do Campeonato Brasileiro de Futebol é no sistema de pontos corridos e todos contra todos em dois turnos, desde 2003. Vinte clubes se enfrentam entre si em uma tabela de pontuação durante 38 rodadas, em ida e volta. O clube com a maior pontuação no fim de todas as rodadas é declarado o campeão brasileiro da temporada. Cada temporada decorre entre maio e dezembro, tendo 38 rodadas com dez partidas cada, totalizando 380 partidas em toda a temporada. A maioria dos jogos são disputados durante o período da tarde nos sábados e domingos e algumas vezes durante a noite no meio da semana.
Uma das características históricas do Campeonato Brasileiro, disputado pela primeira vez em 1937 e anualmente desde 1959, foi a falta de uma padronização no sistema de disputa, que mudava a cada ano, assim como as regras e o número de participantes. 

## Retrospecto

### Participantes e a forma de disputa
- Contagem de pontos: até 1994, cada vitória valia 2 pontos; a partir de 1995, por determinação da FIFA,  passaram a valer 3 pontos.
- Pontos extras: Entre 1975 e 1977, cada vitória por 2 ou mais gols de diferença dava um ponto extra ao vencedor. Em 1978 a regra do ponto extra se manteve, porém apenas para vitórias por 3 ou mais gols de diferença.
- Decisões por pênaltis: no Campeonato de 1988, todos os jogos que terminassem empatados tinham decisões por pênaltis; vitória no tempo normal dava 3 pontos para o vencedor e zero pontos para o derrotado; vitória na decisão por pênaltis dava 2 pontos para o vencedor e 1 ponto para o derrotado.
- Os campeonatos de 1979 e 2000 registraram a maior quantidade de times: 94 em 1979 e 116 na Copa João Havelange de 2000.
- Em 1974, 40 times disputaram a primeira fase do torneio, divididos em 2 grupos de 20. Para a segunda fase, classificavam-se os 11 primeiros colocados de cada grupo, além dos dois clubes com maior média de público. Foi a única vez que a média de público foi usado como critério de classificação numa competição profissional no Brasil.
- Em 2002, teve-se o último mata-mata e respectiva final.
- O Campeonato Brasileiro de 2003, o primeiro a ser disputado por pontos corridos, contou com 24 equipes e 46 rodadas, tornando-se, assim, um dos campeonatos mais longos do planeta. A forma de disputa se manteve a partir de então, porém com o número de clubes sendo reduzido para 22 e finalmente para 20 em 2006.[1]

### Atual Formato
Vinte clubes participam do Campeonato Brasileiro. Durante o decorrer da temporada (de maio a dezembro), cada clube joga duas vezes contra os outros (em um sistema de pontos corridos), uma vez em seu estádio e a outra no de seu adversário, em um total de 38 jogos por equipe, totalizando 380 partidas. As equipes recebem três pontos por vitória e um ponto por empate. Destarte, caso algum time vencesse todos os jogos, somaria 114 pontos. As equipes são classificadas pelo total de pontos acumulados ao final do campeonato.
Em caso de empate entre dois ou mais clubes, os critérios de desempate são os seguintes: maior número de vitórias; maior saldo de gols; maior número de gols pró; confronto direto; menor número de cartões vermelhos recebidos; menor número de cartões amarelos recebidos.
No final de cada temporada, o clube com mais pontos é coroado campeão. Os quatro últimos são rebaixados para a segunda divisão. Seis clubes se classificam para a Copa Libertadores da América a partir do Campeonato Brasileiro, sendo o mesmo número para a Copa Sul-americana.